# NGC 6281
NGC 6281 è un brillante ammasso aperto situato nella costellazione dello Scorpione; nonostante la sua luminosità, è poco conosciuto presso gli appassionati di astronomia.

## Osservazione

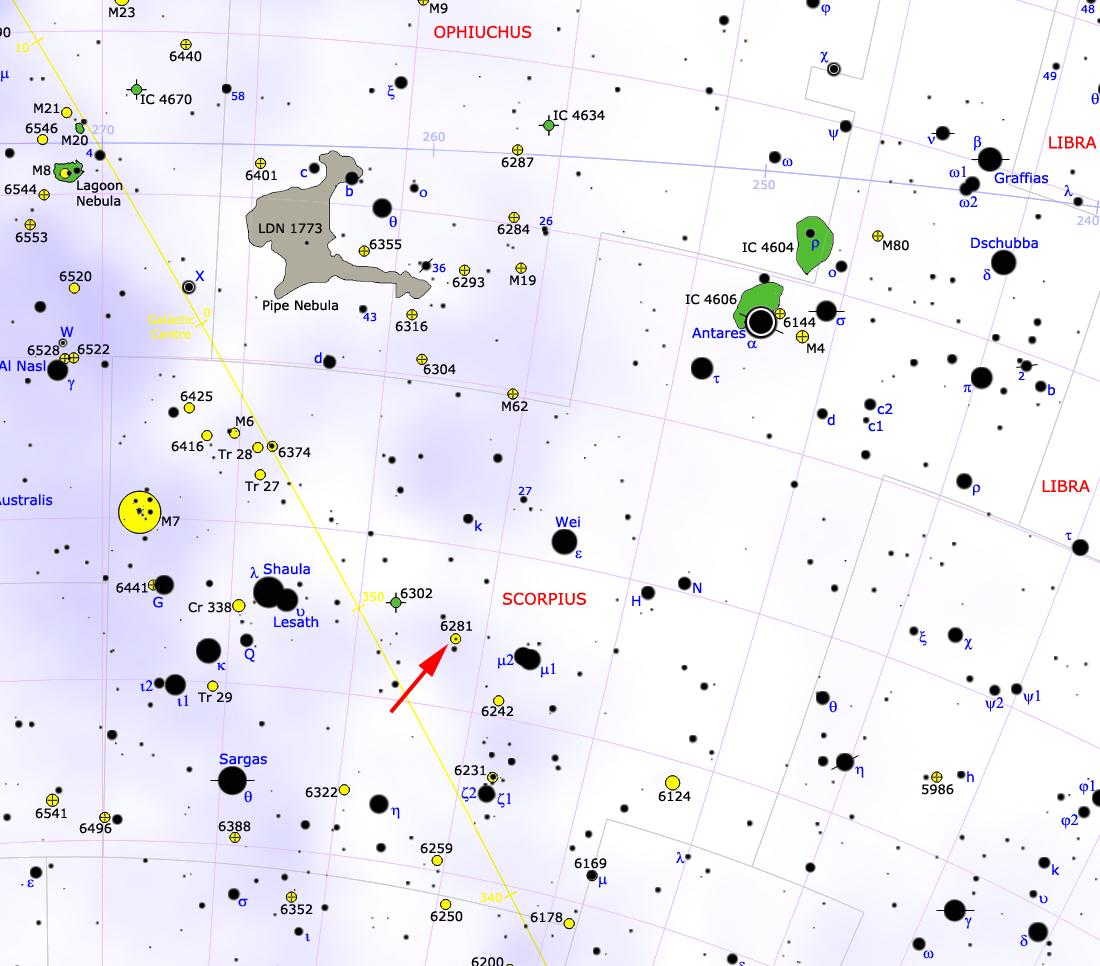
Mappa per individuare NGC 6281.

La sua posizione si individua con facilità grazie alla presenza nei dintorni di stelle luminose; per trovarlo si può partire dalla coppia μ1-μ2 Scorpii e procedere verso est di circa due gradi e mezzo. La stella variabile HD 153890, di magnitudine media 5,86 ne marca il bordo meridionale. Attraverso un binocolo si nota come una macchia chiara piuttosto piccola su cui si trovano alcune minute stelline; già con un piccolo telescopio da 80mm e ingrandimenti un po' spinti è possibile risolverlo in diverse decine di componenti azzurrognole.
A causa della sua declinazione piuttosto meridionale, quest'ammasso può essere osservato principalmente da osservatori situati nell'emisfero australe della Terra, sebbene sia comunque osservabile discretamente anche fino alle latitudini temperate medie. Il periodo migliore per la sua osservazione nel cielo serale è quello compreso fra giugno e ottobre.

## Storia delle osservazioni
NGC 6281 venne individuato da James Dunlop, che lo inserì nel suo catalogo edito nel 1827; prima di lui nessuno lo aveva notato, compreso Charles Messier, che pure osservò alcuni oggetti nello Scorpione anche a declinazione quasi pari. John Herschel lo riosservò e lo inserì a sua volta nel suo catalogo, descrivendolo come un oggetto piuttosto ricco e luminoso formato da stelle comprese fra le magnitudini 9 e 11.

## Caratteristiche
Si tratta di un ammasso moderatamente ricco situato alla distanza di circa 552 parsec (1800 anni luce), in corrispondenza del bordo interno del Braccio di Orione, al di là dell'Associazione Scorpius-Centaurus; tramite la fotometria si è accertato che possiede 55 stelle membri accertati fino alla magnitudine 13,5, disperse in un raggio di 20' dal centro, sebbene la maggior parte di esse giaccia entro un diametro di 8'. Le sue componenti più luminose sono invece di magnitudine 8.
Studi basati su metodi statistici hanno indicato che il raggio mareale dell'ammasso è pari a 8 parsec (26 anni luce); la sua massa totale è invece pari a 214 M⊙. Al suo interno è nota una stella peculiare, catalogata come HD 153947 o NGC 6281-9, che ha classe spettrale A0p, la cui sigla di stella variabile è V974 Scorpii; si tratta probabilmente di una stella vagabonda blu, formata dalla fusione fra due stelle. L'età dell'ammasso è stimata sui 320 milioni di anni.